# Doktor Glas
Doktor Glas to powieść napisana w roku 1905 przez Hjalmara Söderberga. W Polsce książka ta została wydana w roku 2003 w tłumaczeniu Ewy Gruszczyńskiej. Powieść jest napisana w formie pamiętnika tytułowego bohatera. Autor w akcję powieści wplata istotne przemyślenia dotyczące ważnych problemów moralnych. Książka na przełomie wieków wywołała szerokie dyskusje, a poruszane w niej problemy (m.in. eutanazja, aborcja, istota moralności itp.) są również dzisiaj tematem ważnych sporów światopoglądowych.
Główny wątek fabularny powieści koncentruje się wokół skrywanej miłości głównego bohatera doktora Glasa do młodej żony pastora Gregoriusa. Uczucie do tej kobiety pojawia się u głównego bohatera, gdy ta zwierza mu się, iż czuje wstręt do starego męża, gdy ten chce odbyć z nią stosunek seksualny i nie może tego znieść w kontekście swojej miłości do młodzieńca o nazwisku Klas Recke. Tytułowy bohater widzi w związku starego pastora z młodą kobietą coś nienaturalnego, zaś w jej związku z Klasem – coś zgodnego z naturą. Wiedziony tą intuicją sugeruje pastorowi wyjazd na kilka tygodni dla podreperowania zdrowia. W czasie tego wyjazdu doktor Glas jednostronnie zakochuje się w młodej żonie pastora i postanawia na trwałe uwolnić ją od męża, aby mogła realizować swoje szczęście z młodym kochankiem. Po powrocie pastora z sanatorium doktor Glas truje go. W niedługim czasie po śmierci pastora młody Klas Recke wikła się w inny romans.
Powyższa fabuła wprowadza głównego bohatera w kilka sytuacji granicznych, które prowokują go do snucia rozważań filozoficznych i moralnych na tematy związane z miłością i śmiercią. Dodatkowo wprowadzone wątki poboczne sprawiają, że wymowa powieści jest skomplikowana i bardzo niejednoznaczna.